# Reuben Kosgei
Reuben Seroney Kosgei (ur. 2 sierpnia 1979 w Kapsabet) – kenijski lekkoatleta, specjalizujący się w biegu na 3000 m z przeszkodami.
Zwyciężył na tym dystansie podczas Mistrzostw Świata Juniorów w 1998 w Annecy. Dwa lata później na Igrzyskach Olimpijskich w Sydney został najmłodszym do tej pory mistrzem olimpijskim w tej konkurencji. Zwyciężył mając 21 lat. Zdobył również złoty medal na 3000 m z przeszkodami na Mistrzostwach Świata w 2001 w Edmonton. Był drugi na Igrzyskach Dobrej Woli w 2001 w Brisbane. Na Igrzyskach Wspólnoty Narodów w 2006 w Melbourne zdobył brązowy medal w tej konkurencji.
Jego rekord życiowy na 3000 m z przeszkodami wynosi 7.57,29 (został ustanowiony 24 sierpnia 2001 w Brukseli).